# Christian Jourdan
Christian Jourdan (Sainte-Foy-la-Grande, 31 dicembre 1954) è un ex ciclista su strada francese, professionista dal 1979 al 1989, vincitore di un Giro del Piemonte.

## Palmarès

### Strada
- 1978 (Dilettante)

Tour de Gironde
- 1979 (La Redoute, una vittoria)

1ª tappa Tour de l'Aude
- 1982 (La Redoute, due vittorie)

Parigi-Camembert
3ª tappa Tour de Romandie
- 1983 (La Redoute, due vittorie)

Parigi-Camembert
4ª tappa Tour de Romandie (Voreppe > Lione)
- 1984 (La Via Claire, una vittoria)

Giro del Piemonte

## Piazzamenti

### Grandi Giri
- Giro d'Italia

1985: 29º
1986: 49º
1987: ritirato
- Tour de France

1979: 68º
1980: ritirato (14ª tappa)
1982: ritirato (17ª tappa)
1983: 45º
1984: ritirato (9ª tappa)
1985: 71º
1989: 118º
- Vuelta a España

1989: 118º